# Coniophanes sarae
Espèce
Statut de conservation UICN

 DD  : Données insuffisantes
Coniophanes sarae est une espèce de serpents de la famille des Dipsadidae.

## Répartition
Cette espèce est endémique du Michoacán au Mexique

## Étymologie
Cette espèce est nommée en l'honneur de Sara Mercedes Huerta Ortega.

## Publication originale
- Ponce-Campos & Smith, 2001 : A review of the Stripeless Snake (Coniophanes lateritius) complex of Mexico. Bulletin of the Maryland Herpetological Society, vol. 37, no 1, p. 10-17.